# United Paramount Theatres
Pour les articles homonymes, voir United Paramount.
United Paramount Theatres ou ABC Theatres était un important réseau de salles de cinéma américain créé à partir de 1917 par Paramount Pictures. Contraint par le gouvernement américain et la loi antitrust, Paramount a dû se séparer de son réseau de cinéma à partir de 1948. La nouvelle société indépendante a utilisé ses importants fonds financier pour acheter le tout jeune réseau de télévision American Broadcasting Company.
À partir des années 1970, UPT/ABC se sépare de ses salles de cinéma, parmi les successeurs, il y a Plitt Theatres.

## Historique

### 1917-1948: Publix Theatres, le réseau de Paramount Pictures
En 1917, Adolph Zukor cofondateur de Paramount Pictures riposte à la création de la First National Pictures, une association de 26 propriétaires de cinéma américains en créant son propre réseau de salles. Après un emprunt établit chez Kuhn, Loeb & Company et une entrée en bourse, il dépense plusieurs millions de dollars pour l'acquisition ou la construction de salles à travers tout le pays,,,.

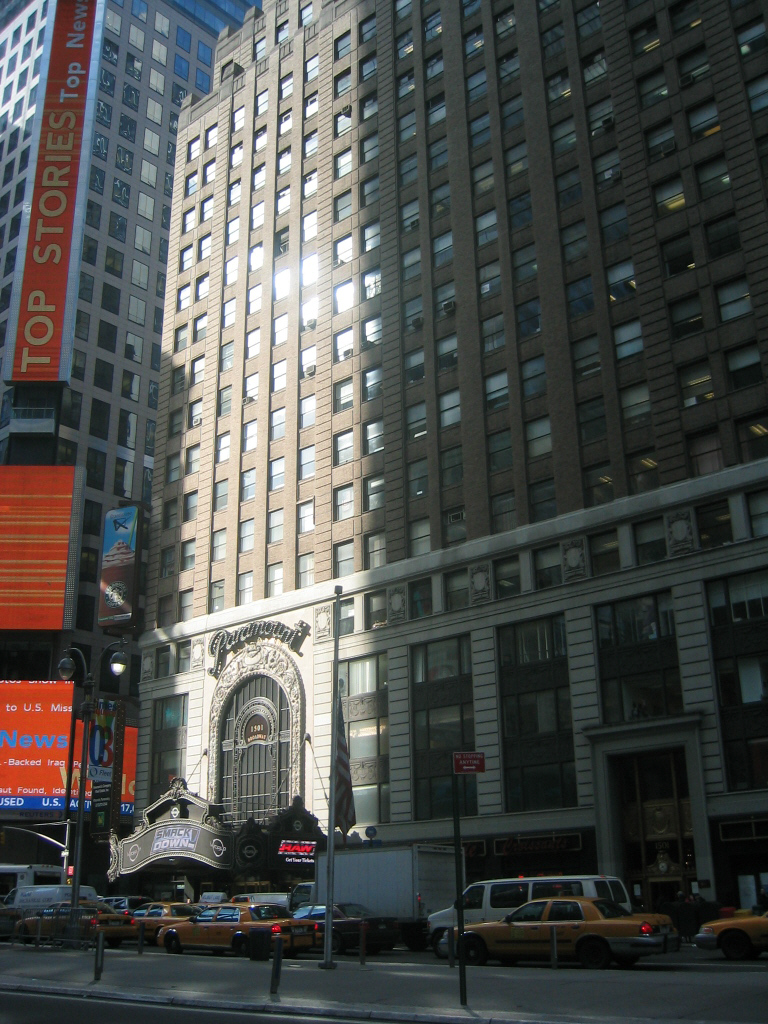
Le Paramount Building au 1501 Broadway siège social d'United Paramount Theatres.

Pour maintenir la Paramount au sommet de la hiérarchie des sociétés de production, à partir de 1926 Adolph Zukor concentre son énergie à l'acquisition de nouvelles salles. Beaucoup de ses achats sont alors payés avec des actions de la société, ce que Zukor regrettera plus tard. Après son association avec le réseau de salles de Chicago Balaban & Katz (en), la Paramount créé la Publix Theatres,. La filiale, dont Sam Katz a pris la direction,, compte près de 2 000 salles dont un luxueux cinéma sur Times Square qui se transforme en gratte-ciel en 1926, le Paramount Building,. L'importance de la Publix Theaters devient si importante que la société change officiellement de nom pour devenir en 1930 la Paramount-Publix,.
En 1938, le Gouvernement américain poursuit en justice les majors (Paramount, Metro-Goldwyn-Mayer, 20th Century Fox, RKO Pictures et Warner Bros.) car il considère que ces sociétés, possédant chacune leur structure de production et de diffusion, ne respectent pas le Sherman Antitrust Act (voir United States v. Paramount Pictures).
En 1942, The Rank Organisation achète la filiale britannique de United Paramount Theatres.

### 1948-1953: Loi anti-trust et fusion avec ABC
Après plus de dix ans de menace, en 1948, le Gouvernement des États-Unis juge coupable les « majors » d'aller à l'encontre de la loi anti-trust. Les sociétés sont condamner à se séparer des salles leur appartenant pour ainsi redevenir de « simples » compagnies de production et de distribution. La Paramount est la première à signer un « décret de consentement » qui stipule qu'elle accepte de céder ses salles. Son circuit de salles doit être pris en charge par une structure indépendante, la United Paramount Theatres (UPT), qui devra réduire d'un tiers le nombre de salles tous les ans pendant trois années. La Paramount conserve malgré tout dans son giron ses salles étrangères ainsi que la Famous Players,, sa chaîne de cinémas canadienne montée en 1920. Les conséquences sont immédiates, les bénéfices de la Paramount passant de vingt millions de dollars en 1949 à six millions en 1950. Le 31 décembre 1949, la société United Paramount Theatres est créée sur décision de la Cour suprême des États-Unis afin d'avoir une société indépendante du studio de cinéma Paramount Pictures avec une mise sur le marchée de l'action à partir du 12 avril 1950.
Le 9 février 1953, la Federal Communications Commission autorise la fusion entre United Paramount Theatres et American Broadcasting Company, qui se rebaptise American Broadcasting-Paramount Theatres. La nouvelle société compte six stations de radio AM et autant de FM, cinq stations de télévision et 644 salles de cinéma dans 300 villes des États-Unis. La FCC approuve la vente de la station WBWB de Chicago détenue par UPT à CBS pour  6 millions d'USD mais autorise ABC a conserver les stations télé et radio WSMB de la Nouvelle-Orléans détenue à 50% par UPT. La chaîne de cinéma de Chicago, Balaban and Katz (en), filiale d'UPT, est aussi achetée par la nouvelle société.

### 1965-1977: Une activité d'ABC en déclin
En 1965, la société se renomme American Broadcasting Company et le réseau de cinéma devient ABC Theatres.
En 1974, la division centre-ouest d'ABC, nommée ABC Great States est revendue à Henry Plitt, qui fonde Plitt Theatres. La transaction de 25 millions d'USD est finalisée le 10 mai 1974 et concerne 123 salles réparties dans deux entités State Theatre et Eau Claire. En parallèle la gestion de la division Ouest, comprenant les Rocheuses et la Californie, est prise en charge par la 20th Century Fox.
Fin 1977, ABC annonce la vente de la division ABC Southern à Plitt Theatres Holding pour 49 millions de dollars, une société créée par Henry Plitt entre-temps associé à Thomas Klutznick, entrepreneur immobilier de Chicago,. La transaction est finalisée le 30 mars 1978 pour 50 millions d'USD. Avec cette vente ABC se désengage de l'exploitation des salles de cinéma, le principal problème étant que la population investit la banlieue et s'éloigne des vieux cinémas des centres-villes. En 1987, Plitt Theaters est racheté par Cineplex Odeon Corporation. La société United Paramount Theatres-ABC Theatres disparait en 1977 mais les cinémas continuent d'exister.
En 1987, Plitt Theatres est racheté par Cineplex Odeon Corporation puis l'ensemble fusionne avec Loews Cineplex en 1998. De 2005 à 2006, Loews est en instance de fusion avec AMC Theatres. En mai 2012, le conglomérat chinois Dalian Wanda Group rachète AMC pour 2,6 milliards de dollars.

## Salles

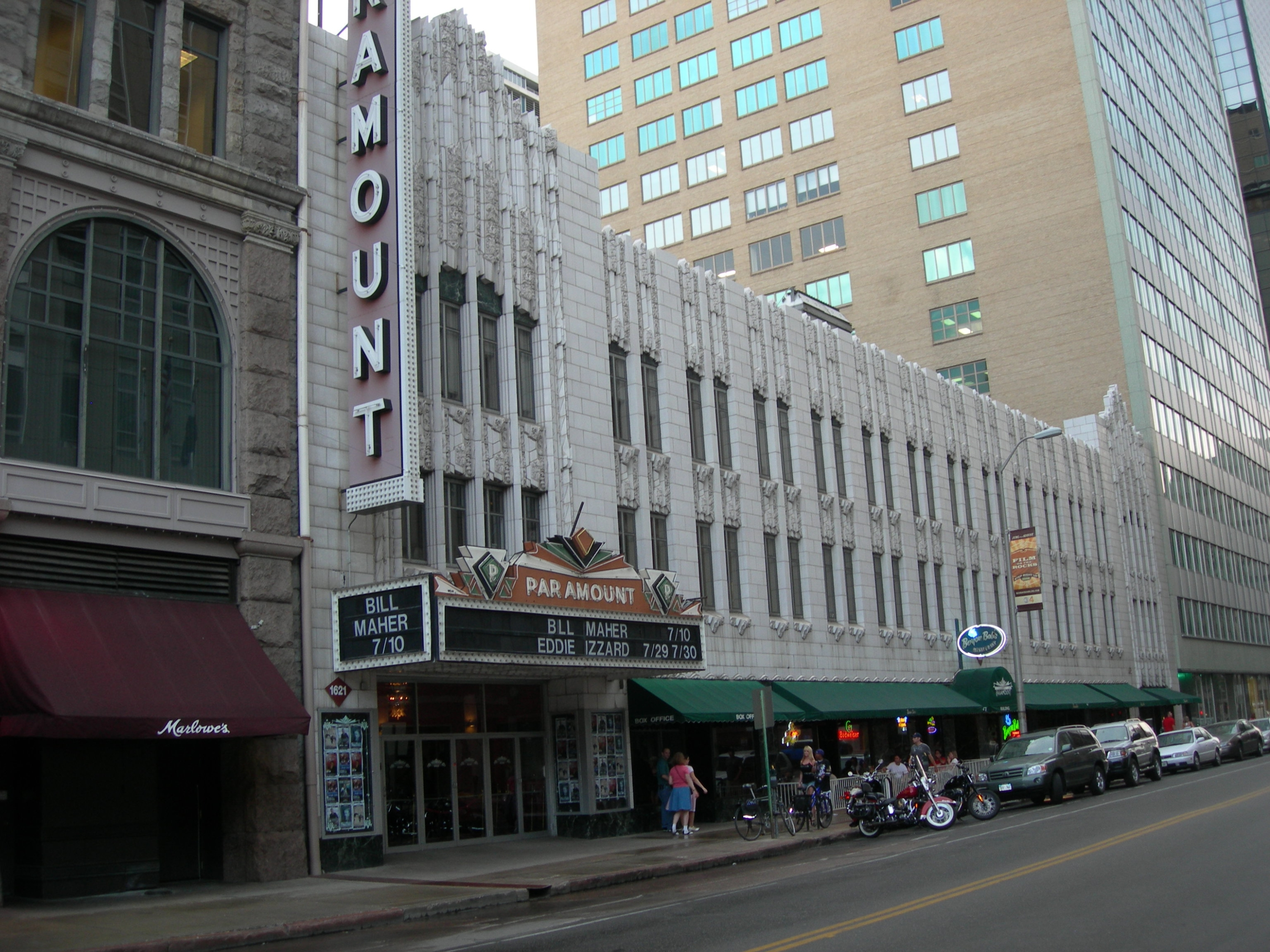
Le Paramount Theatre de Denver en 2008.

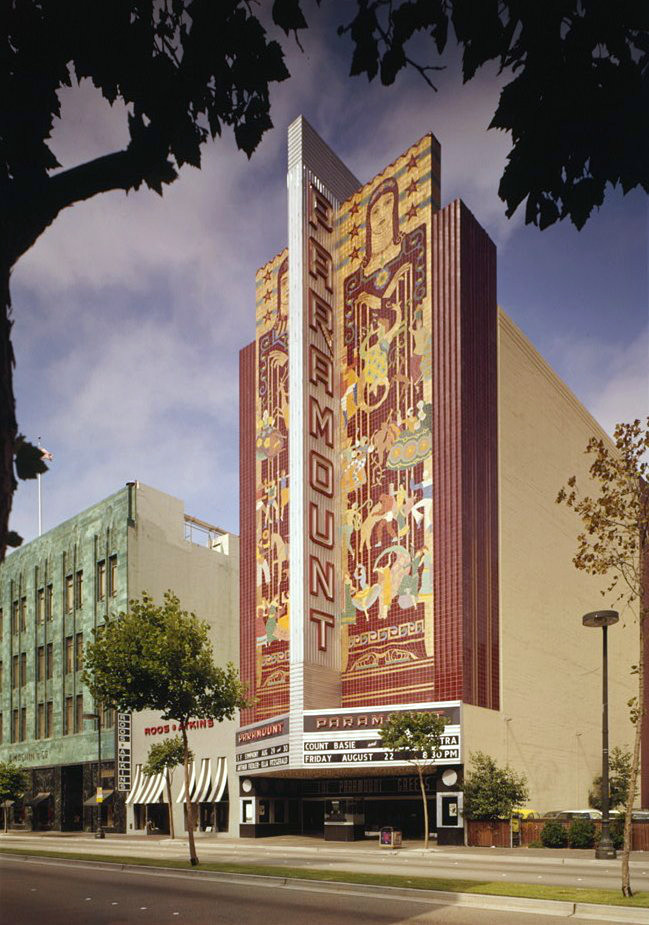
Le Paramount Theatre d'Oakland en 1975.

| Nom                                 | Ville                      | État | Statut                   | Salles |
| ----------------------------------- | -------------------------- | ---- | ------------------------ | ------ |
| Loop Theatre                        | Mobile                     | AL   | Fermé/Détruit            | 1      |
| Fairview Drive-In                   | Montgomery                 | AL   | Fermé/Détruit            | 1      |
| Capri Theatre                       | Tuscaloosa                 | AL   | Fermé                    | 1      |
| Strand Theatre                      | Phoenix                    | AZ   | Fermé/Détruit            | 1      |
| El Dorado Theatre                   | Tucson                     | AZ   | Fermé/Détruit            | 2      |
| Century Plaza Cinemas               | Century City               | CA   | Fermé/Détruit            | 4      |
| Capri Theatre                       | Concord                    | CA   | Fermé                    | 1      |
| Florin Family Savings Cinema        | Sacramento                 | CA   | Fermé                    | 6      |
| Cinemart                            | Wilmington                 | DE   | Fermé                    | 1      |
| Ultravision Theatre                 | Deerfield Beach            | FL   | Fermé                    | 2      |
| Coral Ridge Theatre                 | Fort Lauderdale            | FL   | Fermé                    | 2      |
| Florida Theatre                     | Fort Lauderdale            | FL   | Fermé                    | 1      |
| Center Theatre                      | Gainesville                | FL   | Fermé/Détruit            | 3      |
| Atlas Twin                          | Hialeah                    | FL   | Fermé                    | 2      |
| Florida Twin                        | Hollywood                  | FL   | Fermé/Détruit            | 4      |
| Edgewood Theater                    | Jacksonville               | FL   | Fermé                    | 1      |
| Screen Play Cinema 'n' Drafthouse   | Lauderdale Lakes           | FL   | Fermé                    | 2      |
| Florida Theatre                     | Miami                      | FL   | Fermé/Détruit            | 1      |
| Gables Triple                       | Miami                      | FL   | Fermé/Détruit            | 3      |
| Sunny Isles Twin                    | North Miami Beach          | FL   | Fermé                    | 2      |
| Dolphin Theatre                     | Palm Springs               | FL   | Fermé                    | 1      |
| Rex Theatre                         | Pensacola                  | FL   | Fermé / Rénové / Réstoré | 1      |
| Plantation Theatre                  | Plantation                 | FL   | Fermé/Détruit            | 1      |
| Suniland Triple                     | South Miami                | FL   | Fermé                    | 3      |
| Florida Theatre                     | Tampa                      | FL   | Fermé/Détruit            | 1      |
| Hillsboro Drive-In                  | Tampa                      | FL   | Fermé/Détruit            | 1      |
| Hillsboro III Theatres              | Tampa                      | FL   | Fermé/Détruit            | 3      |
| Palace Theater                      | Tampa                      | FL   | Fermé/Détruit            | 1      |
| Plaza Theater                       | West Palm Beach            | FL   | Fermé/Détruit            | 2      |
| Phipps Plaza Theater                | Atlanta                    | GA   | Fermé/Détruit            | 3      |
| Columbia Square Cinemas             | Augusta                    | GA   | Fermé                    | 4      |
| Southlake Plaza                     | Morrow                     | GA   | Fermé/Détruit            | 3      |
| Stonemont Theatre                   | Stone Mountain             | GA   | Fermé                    | 2      |
| Paramount Theatre (en)              | Cedar Rapids               | IA   | Fermé/Rénové             | 1      |
| Idaho Theatre                       | Twin Falls                 | ID   | Fermé/Détruit            | 1      |
| Maryland Theater                    | Chicago                    | IL   | Fermé/Détruit            | 1      |
| Portage Theater (en)                | Chicago                    | IL   | En activité              | 1      |
| United Artists Theatre (en)         | Chicago                    | IL   | Fermé/Détruit            | 1      |
| Coronet Theatre                     | Evanston                   | IL   | Fermé/Détruit            | 1      |
| Valencia Theater                    | Evanston                   | IL   | Fermé/Détruit            | 1      |
| Town & Country Theatre              | Mishawaka                  | IN   | Fermé                    | 3      |
| Bon Marche Twin Cinema              | Baton Rouge                | LA   | Fermé/Détruit            | 2      |
| Brookdale Theatre                   | Brooklyn Center            | MN   | Fermé                    | 1      |
| Skyway 6 Theatres                   | Minneapolis                | MN   | Fermé                    | 6      |
| Moorhead Theatre                    | Moorhead                   | MN   | Fermé/Détruit            | 1      |
| Saenger Biloxi                      | Biloxi                     | MS   | En activité/Rénové       | 1      |
| Mall 1 and 2 Theatres               | Asheville                  | NC   | Fermé                    | 2      |
| Terrace Theatres                    | Burlington                 | NC   | Fermé/Détruit            | 8      |
| Carolina Theatre                    | Chapel Hill                | NC   | Fermé                    | 1      |
| Boulevard Drive-In                  | Fayetteville               | NC   | Fermé                    | 1      |
| Cardinal Theatres I-II-III          | Cardinal Theatres I-II-III | NC   | Fermé                    | 3      |
| Fort Drive-In                       | Fayetteville               | NC   | Fermé                    | 3      |
| Gaston Mall Theatre                 | Gastonia                   | NC   | Fermé                    | 1      |
| Terrace Theatres at Friendly Center | Greensboro                 | NC   | Fermé                    | 6      |
| Center Theater                      | Hickory                    | NC   | Fermé/Détruit            | 1      |
| Center Theater                      | High Point                 | NC   | Fermé                    | 1      |
| Cardinal Theatres I & II            | Raleigh                    | NC   | Fermé                    | 2      |
| Capitol Theatre                     | Salisbury                  | NC   | Fermé                    | 1      |
| Terrace Theatres 1 & 2              | Salisbury                  | NC   | Fermé/Détruit            | 2      |
| Empire Arts Center (en)             | Grand Forks                | ND   | En activité              | 1      |
| Juliet I & II                       | New York                   | NY   | Fermé/Détruit            | 2      |
| Bardavon 1869 Opera House (en)      | Poughkeepsie               | NY   | En activité              | 1      |
| Ultravision Theatres 1 & 2          | Charleston                 | SC   | Fermé                    | 2      |
| Palmetto Theatre                    | Columbia                   | SC   | Fermé/Détruit            | 1      |
| Camelot Theatre                     | Myrtle Beach               | SC   | Fermé                    | 3      |
| Gloria Theatre                      | Myrtle Beach               | SC   | Fermé                    | 1      |
| Capitol Theatre                     | Aberdeen                   | SD   | En activité              | 1      |
| Terrace Theatres                    | Kingsport                  | TN   | Fermé/Détruit            | 2      |
| Cinema Drive-In                     | Knoxville                  | TN   | Fermé/Détruit            | 1      |
| Family Drive-In                     | Knoxville                  | TN   | Fermé/Détruit            | 1      |
| Knoxville Drive-In                  | Knoxville                  | TN   | Fermé/Détruit            | 1      |
| Skyway Drive-In                     | Knoxville                  | TN   | Fermé                    | 1      |
| Tennessee Theatre (en)              | Knoxville                  | TN   | En activité              | 1      |
| Paramount Theater                   | Amarillo                   | TX   | Fermé                    | 1      |
| Esquire Theater                     | Dallas                     | TX   | Fermé/Détruit            | 1      |
| Collin Creek Cameo Theater          | Plano                      | TX   | Fermé/Détruit            | 2      |